# Hubert Koch (Berater)
Hubert Koch (* 7. Oktober 1950 in Bochum) ist ein deutscher Lobbyist und Berater in den Bereichen Persönlichkeitsentwicklung, Interessenvertretung und Verkehrssicherheit.

## Ausbildung
Hubert Koch absolvierte von 1969 bis 1975 ein Studium der Philosophie, Germanistik, Sozialkunde (Politologie, Soziologie, Wirtschaftswissenschaften), Erziehungswissenschaften und neueren Geschichte an der Freien Universität Berlin. Von 1975 bis 1976 war er als wissenschaftliche Hilfskraft, von 1976 bis 1981 als wissenschaftlicher Assistent am Lehrstuhl für Verkehrserziehung und angewandte Psychologie der Universität Essen bei Wolfgang Böcher tätig. 1979 wurde er dort mit magna cum laude zum Dr. phil. promoviert.

## Beruf
1978 entwickelte Hubert Koch die pädagogische Konzeption für das damals neuartige ADAC-Fahrsicherheitstraining für Motorradfahrer. Diese stellte er im Mai 1980 mit einem Vortrag unter dem Titel Advanced Course for Motorcycle Riders bei der International Motor Safety Conference in Washington, D.C. vor. Er erreichte 1985 eine Vereinbarung der Motorradhersteller, weniger aggressiv für ihre Produkte zu werben und initiierte Aktionen für mehr Partnerschaft von Auto- und Motorradfahrern.
Später koordinierte er die Kampagne besser bremsen, die sich für den Einsatz von ABS bei Motorrädern einsetzte. Auch die Kampagne don’t drug + drive, die Jugendliche für die Gefahren von Drogenkonsum im Straßenverkehr sensibilisieren soll, wurde maßgeblich von ihm organisiert. Von 2004 bis 2006 hatte Koch einen verkehrspsychologischen und -soziologischen Lehrauftrag an der TU Berlin inne.
1981 gründete Hubert Koch das Institut für Zweiradsicherheit in Bochum und war bis 1990 dessen Geschäftsführer. Von 1991 bis 2000 war er Hauptgeschäftsführer und stimmberechtigtes Präsidiumsmitglied des Industrieverbandes Motorrad Deutschland e.V. in Essen. An der Konzeption und Gründung des Industrieverbandes Motorrad war er maßgeblich beteiligt. In seine Amtszeit fiel die Entwicklung der Intermot, der weltweit zweitgrößten Motorradmesse. 2004 gründete er gemeinsam mit Alexander Sporner das Europäische Motorrad Institut. Bis 2020 war er Repräsentant des Verbands Deutsches Reisemanagement in Berlin.
Seit 2001 ist Koch als selbständiger Politik-, Kommunikations- und Verbandsberater tätig. Als Coach (Eigenbezeichnung: „Lobbycoach“) vermittelte er Unternehmens- und Verbandsvertretern Fähigkeiten zur selbstständigen Interessenvertretung, basierend auf einem Konzept der individualisierten und personalisierten politischen Kommunikation.
Nach dem Verkauf der beiden Unternehmen Dr. Koch Consulting e.K. und Dr. Koch Hauptstadtbüros GmbH & Co. KG. sowie einer pandemiebedingten Zwangspause konzentrierte Hubert Koch seine Aktivitäten ab 2022 mit der Firma Dr. Koch Beratung und Coaching GmbH auf Seminare, Vorträge und Coachings zum Thema Ruhestand.

## Autorentätigkeit und Medienpräsenz
Ab Mitte der 1970er Jahre trat Koch als Autor zu den Themen Verkehrserziehung und -psychologie auf und veröffentlichte zahlreiche Fachartikel, Lehrbücher und Filmbeiträge in diesem Bereich. In den Medien trat er zudem als Verkehrsexperte in Erscheinung. Entsprechend seiner beruflichen Orientierung verlagerte sich der Fokus von Kochs Autorentätigkeit anschließend auf die Themen Lobbying und Public Affairs. Hierzu veröffentlichte er Beiträge in Fachmagazinen wie dem Verbändereport oder auf politischen Blogs. Im Dezember 2014 interviewte ihn Thomas Leif in der Sendung Leif trifft zum Thema Lobbyismus. Auch im Manager Magazin trat Koch als Experte für Mittelstands-Lobbyismus auf. Seit 2022 publiziert Koch auch zu allgemeinen gesellschaftlichen Themen.

## Ehrenamt
Hubert Koch war von 2014 bis 2020 Vorsitzender des Stiftungsrates der 2013 gegründeten Bürgerstiftung Raesfeld, Erle, Homer. Seit 2023 ist er Mitglied einer Arbeitsgruppe zum Thema „Unternehmensnachfolge“ im Bund Katholischer Unternehmer.

## Veröffentlichungen
Fachveröffentlichungen
- Die von-der-Leyen Kommission und das neue Europäische Parlament. Veränderte Rahmenbedingungen und neue Chancen für das EU-Lobbying. In: Verbändereport, H.  7, 2019, S. 14–21.
- Politische Rahmenbedingungen und Handlungsempfehlungen für Verbände. Bundestagswahl 2017 In: Verbändereport, H. 9, 2016, S. 16–23.
- Lobbying nach der Bundestagswahl: Was jetzt zu tun ist. In: Verbändereport, H. 6, 2017, S. 8–15.
- Strukturelle und politische Veränderungen in der Europäischen Union. Konsequenzen für das verbandliche Lobbying. In: Verbändereport, H. 1, 2016, S. 20–29.
- Strategische Allianzen. Themenallianzen – ein effektives Lobbyinstrument in der fragmentierten Verbändelandschaft. In: Verbändereport, H. 3, 2015, S. 16–22.
- Die besondere Rolle der Verbände im Lobbying. In: Verbändereport, H. 1, 2015, S. 18–23.
- Zum Anforderungs- und Qualifikationsprofil von Verbandslobbyisten. In: Verbändereport, H. 4, 2013, S. 18–21.
- Veränderungen in der Altersstruktur der Motorradfahrer. Eine Herausforderung für Industrie und Handel. In: Wolfgang Fischer, Georg Blenk, Manuela Eckstein (Hrsg.): Markenmanagement in der Motorradindustrie: Grundlagen, Trends, Erfolgsstrategien führender Hersteller, Gabler, Wiesbaden 2005, ISBN 3-409-14257-6 (Reprint 2012, ISBN 978-3-322-90720-2), S. 271–282; (Google books).
- Veränderungen in der Altersstruktur der Motorradfahrer. Auswirkungen auf die Verkehrssicherheit und Herausforderungen an die Forschung. In: Elmar Forcke (Hrsg.): Sicherheit, Umwelt, Zukunft IV, Tagungsband der 4. Internationalen Motorradkonferenz 2002. Forschungshefte Zweiradsicherheit, herausgegeben vom Institut für Zweiradsicherheit, 10, Essen 2002, S. 311–327.

Herausgeber
- Die neue Verkehrserziehung: Modelle, Konzeptionen, Theorien. Vogel, München 1991
- Motorcycle licensing: evaluation of the effectiveness of a graduated licensing scheme, Institut für Zweiradsicherheit, Bochum 1990
- Motorradfahren. Faszination und Restriktion. Institut für Zweiradsicherheit e.V. (Forschungshefte Zweiradsicherheit e.V., 6). Bochum 1990
- Passive Sicherheit für Zweiradfahrer. Referate des 2. Bochumer Workshops für Zweiradsicherheit. Institut für Zweiradsicherheit e.V. (Forschungshefte Zweiradsicherheit, 5), Bochum 1987.

Lehrbücher
- Mit Gerhard von Bressendorf: Fahren lernen: Lehrbuch Klasse 1. Das gesamte Zusatzwissen mit allen Fragen zu den Klassen 1 und 4. Vogel, München 1988.
- Mit Gerhard von Bressendorf  et al.: Zweiradtraining. Ein Fortbildungsprogramm vom Mofa bis zum Leichtkraftrad. Deutscher Verkehrssicherheitsrat e.V., Bonn 1985
- Mit Bernd Wolfer: Fahren lernen: Lehrbuch für die Zweiradausbildung. Theorie und Praxis auf zwei Rädern. 2. Aufl. Vogel, München 1981.
- Sicherheit für Motorradfahrer. Eine pädagogische Konzeption. ADAC, München 1978.

Filme und TV-Beiträge
- Sicher in die Freizeit, Serie ZDF-Freizeit. Institut für Zweiradsicherheit, Bochum 1985.
- Mit Gerhard von Bressendorf: Fahrfreude auf zwei Rädern. Video-Lehrprogramm. Institut für Zweiradsicherheit, Vogel, München Bochum 1984.
- Moderation der ZDF-Serie Kardan, Kette, Köpfchen, 1977–1979.